# Vibo Valentia
Vibo Valentia é uma comuna italiana da região da Calábria, província de Vibo Valentia, com cerca de 33.068 habitantes (2019). Estende-se por uma área de 46 km², tendo uma densidade populacional de 764 hab/km². Faz fronteira com Briatico, Cessaniti, Filandari, Francica, Jonadi, Pizzo, San Gregorio d'Ippona, Sant'Onofrio, Stefanaconi.
A cidade que foi rebatizada como "Valentia" era conhecida como Hipônio (Hipponion) durante o período romano. A cidade de "Vibo" era conhecida como Vibona na mesma época.
Toda a area urbana possui uma população de cerca 87.00 habitantes; por isso Vibo Valentia è a comuna mais grande da Costa dos Deuses (Costa degli Dei).
Entre todos os mass-media, destaca-se o canal da emissora televisiva privada La C.

## Demografia
| Variação demográfica do município entre 1861 e 2011                               |
|                                                                                   |
| Fonte: Istituto Nazionale di Statistica (ISTAT) - Elaboração gráfica da Wikipedia |

## Outras imagens

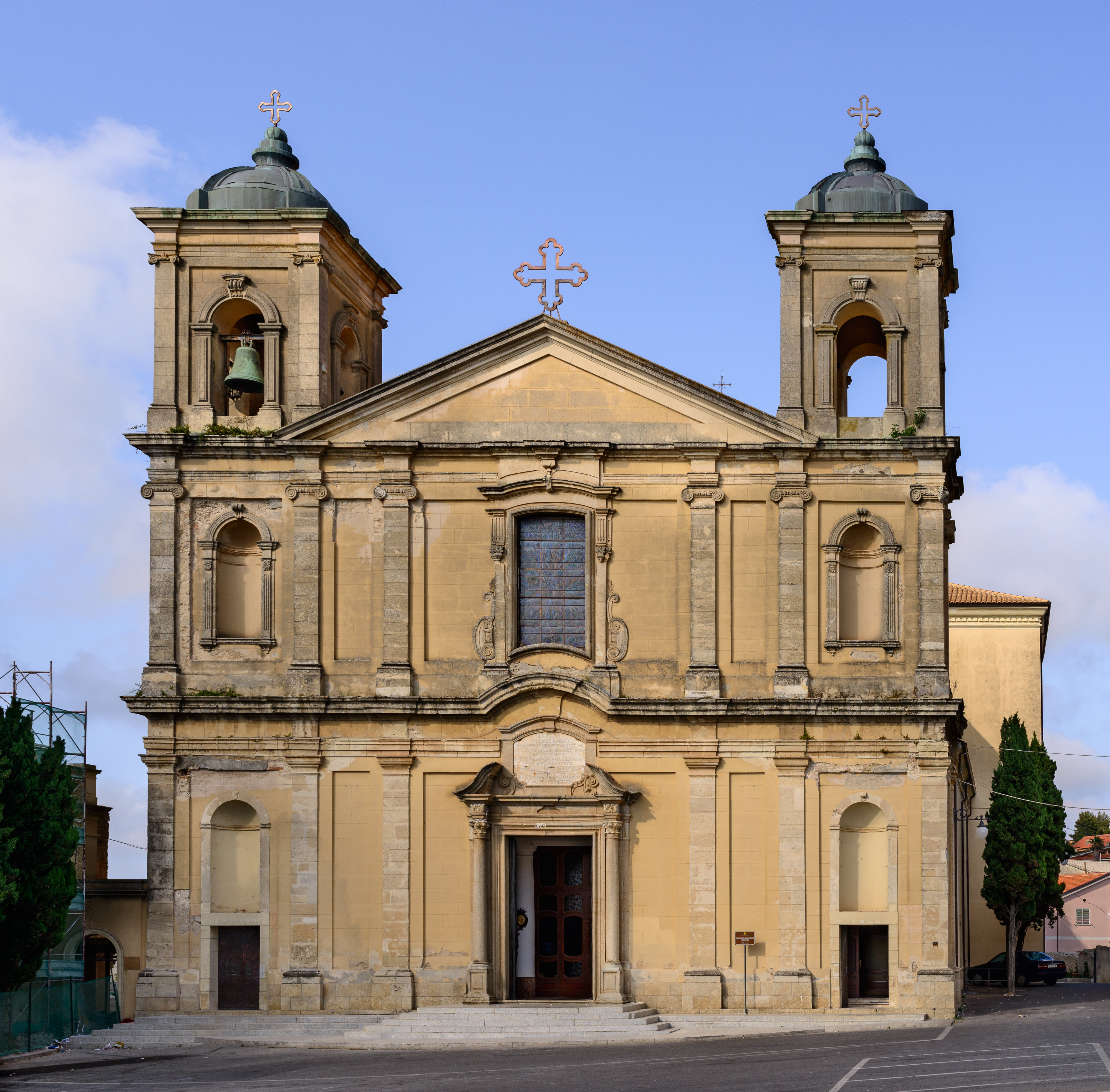
O duomo, dedicado à Santa Maria Mor e São Leoluca.
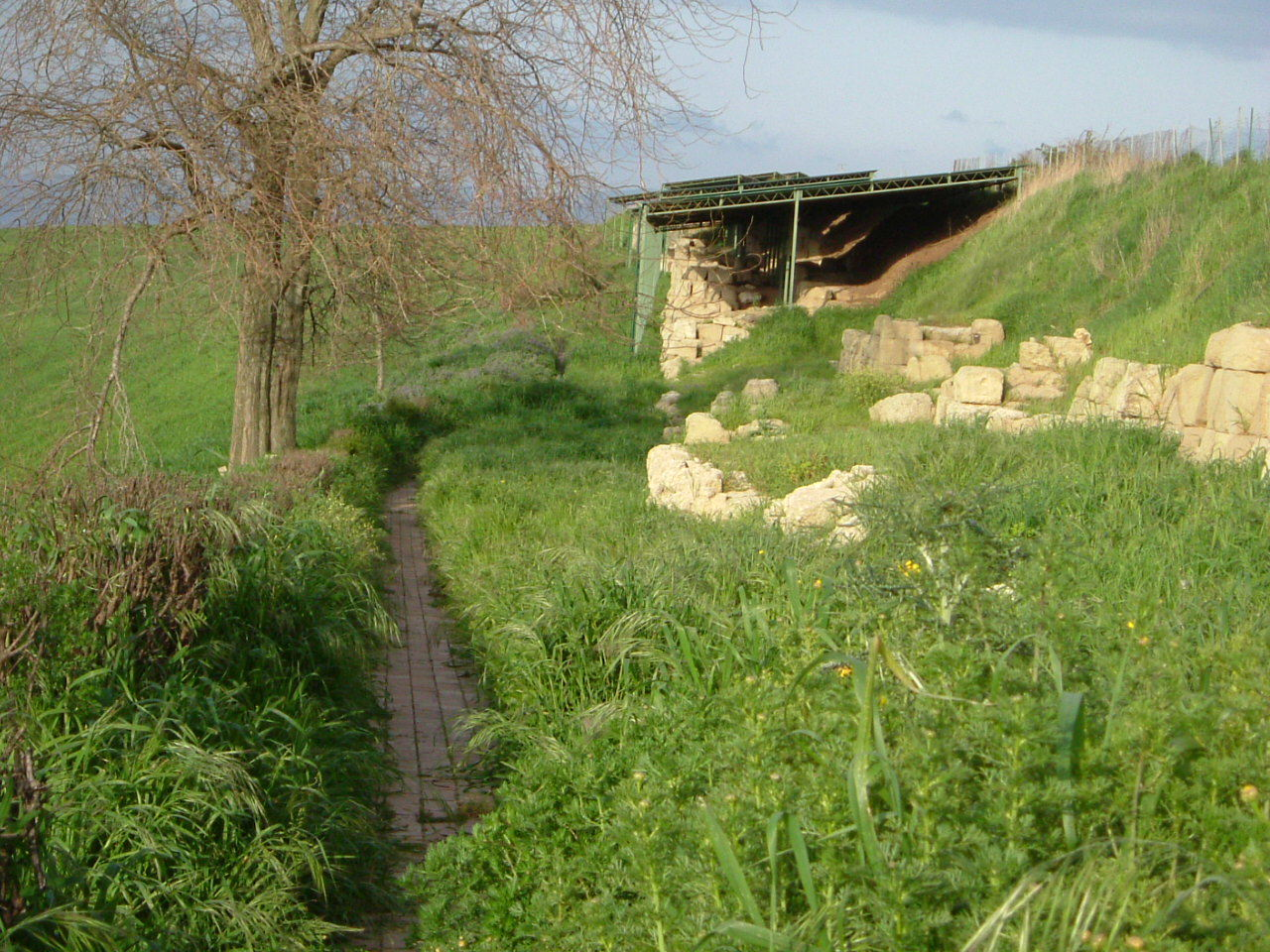
Os antigos muros gregos de Hipponion.
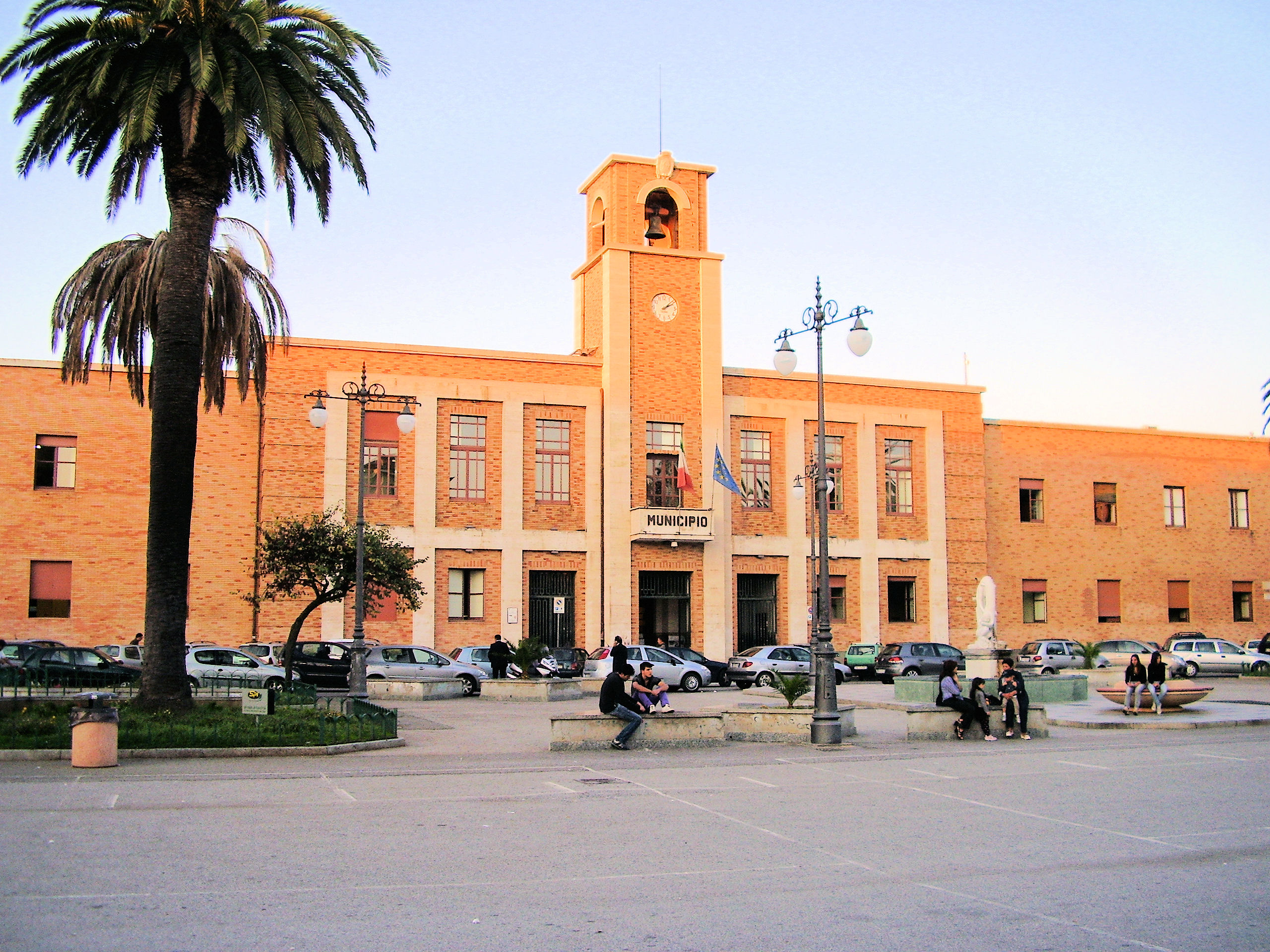
Palácio Luigi Razza, atual Sè Municipal.

## Bibliografía
- Michele Furci, Monteleone : Provincia del Regno di Napoli (1806-1816) - Mapograf, 1994
- Carlino Carlo, Il giardino di Proserpina - Ed. Zenith, 1996
- Nazareno Salimbeni, Luigi Razza - Uomo da non dimenticare - Mapograf, 1998
- Florence Fanto, La vita la politica a Vibo Valentia dal 1918 al 1940 - Mapograf, 2003
- Romano Michele A., L'archeologia di Paolo Orsi a Monteleone Calabro (1912-1925) - Qualecultura, 2006 - ISBN 88-95270-00-2
- Francesco Albanese, Vibo Valentia nella sua storia (2 volumes) - Ed. Grafica Calabrese, 1974
- Fulvio Mazza, Vibo Valentia. Storia, cultura, economia - Rubbettino, 1995
- Maria Teresa Iannelli e Vincenzo Ammendolia (a cura di) I volti di Hipponion, Soveria Mannelli, Rubbettino, 2000
- Annali scuola Normale Superiore di Pisa, 1989
- Fabrizio Fabroni, Il mio mare: raccolta di immagini del mare della provincia di Vibo Valentia - Adm. provincial de Vibo Valentia, 2011